# 安汛
安汛（？—？），黄梅人，是一名清朝政治人物。
安汛曾于接替杨绍裘任兴化府知府一职，嘉庆二年（1797年）由祥庆接任。